# عبد الملك بن رزين
حُسام الدّين أبو مروان عبد الملك بن هُذيل بن عبد الملك الملّقب بـ«ذو الرياستين» (1025 - 17 مايو 1103) (416 - 9 شعبان 496) من أمراء ملوك الطوائف في الأندلس. هو ثاني حكام طائفة شنتمرية الشرق من بنو رزين وهم من بربر هوارة. دام حكمه ستين سنة أو أكثر من 1044 حتى 1103 م. جرت عليه مؤامرة أهلية في سنة 1100. اشتغل بالأدب وله نثر ونظم وله قصائد ورسائل. 

## سيرته
استقر بنو رزين وهم من بربر هوارة في مناطق من جنوب الثغر الأعلى وشمال شرق الثغر الأوسط. كان جدهم الأعلى رزين من الداخلين إلى الأندلس في جيش طارق بن زياد. وعند قيام الفتنة في الأندلس عام 400 هـ استغلها كبيرهم أبو محمد هذيل بن عبد الملك الشهير بابن الأصلع، واستقل بتلك الأنحاء عام 403 هـ.

هو حسام الدين أبو مروان عبد الملك بن هُذيل بن عبد الله ابن خلف بن لُبِّ بن رَزين. ولد نحو 416 هـ/ 1025 م. وصل إلى الحكم في العشرين من عمره. كان مُلكه - بني رزين (إسبانيا) - في السهلة من كورة شنتبرية ما بين سرقسطة ووادي الحجارة على قرب مجريط. ودام حكمه ستين سنة أو أكثر. 

وفي سنة 493 هـ/ 1100 م جرت عليه مؤامرة، إذ جماعة من أتباعه وأهله فيهم ابنه وصهره، خبطوه بالسيوف فأكثروا فيه الجراح ولكنّه سَلِم. وقد عاقبهم شديدًا بالتعذيب والقتل، غير أنّه أمر بابنِه أن تُقطَعَ رِجله ويُترَكَ. 

انتقده ابن عذاري وقال «سيّئةُ الدهر وعارُ العصر جاهلٌ خاملٌ قليلُ النباهة شديدُ الإعجاب بنفسه طويل الدعوى بما ليس فيه، قليلُ العلم. ولكن لا شكّ في أنّه كان حَسَن المعالمة لجُنده ولكن قليلَ العطاء للشعراء»
وقال عن سيرته عمر فروخ «إنّه كان فَظًّا قاسيًا في العِقاب قليل الاهتمام في السياسة والمُلك إلّا بأمر نفسه ومُلكه. من أجلِ ذلك لم يختلف من سائر ملوكِ الطوائف الذين كانوا يستعينون بمُلوك النصارى على ملوك المسلمين. فقد اشترك مع السيد القمبياطور سنة 487 هـ في حصار بلنسية.»

توفي عبد الملك بن رزين في يوم 9 شعبان 496/ 17 مايو 1103. 

## في الأدب
ساهم في الأدب وله نثر ونظم، إلا أنّ أدبه كان عاديًّا. ومن أغراضه الفخر والوصف والخمر والحكمة والغزل والنسيب والهجاء، وله رسائل.
 ومن رسالة إخوانية كتب بها إلى أبي عبد الرحمن بن طاهر يطلب منه الوفود عليه بعد أن بلغع ما حلّ به من طرده من ملكه: